# Lámina de alga

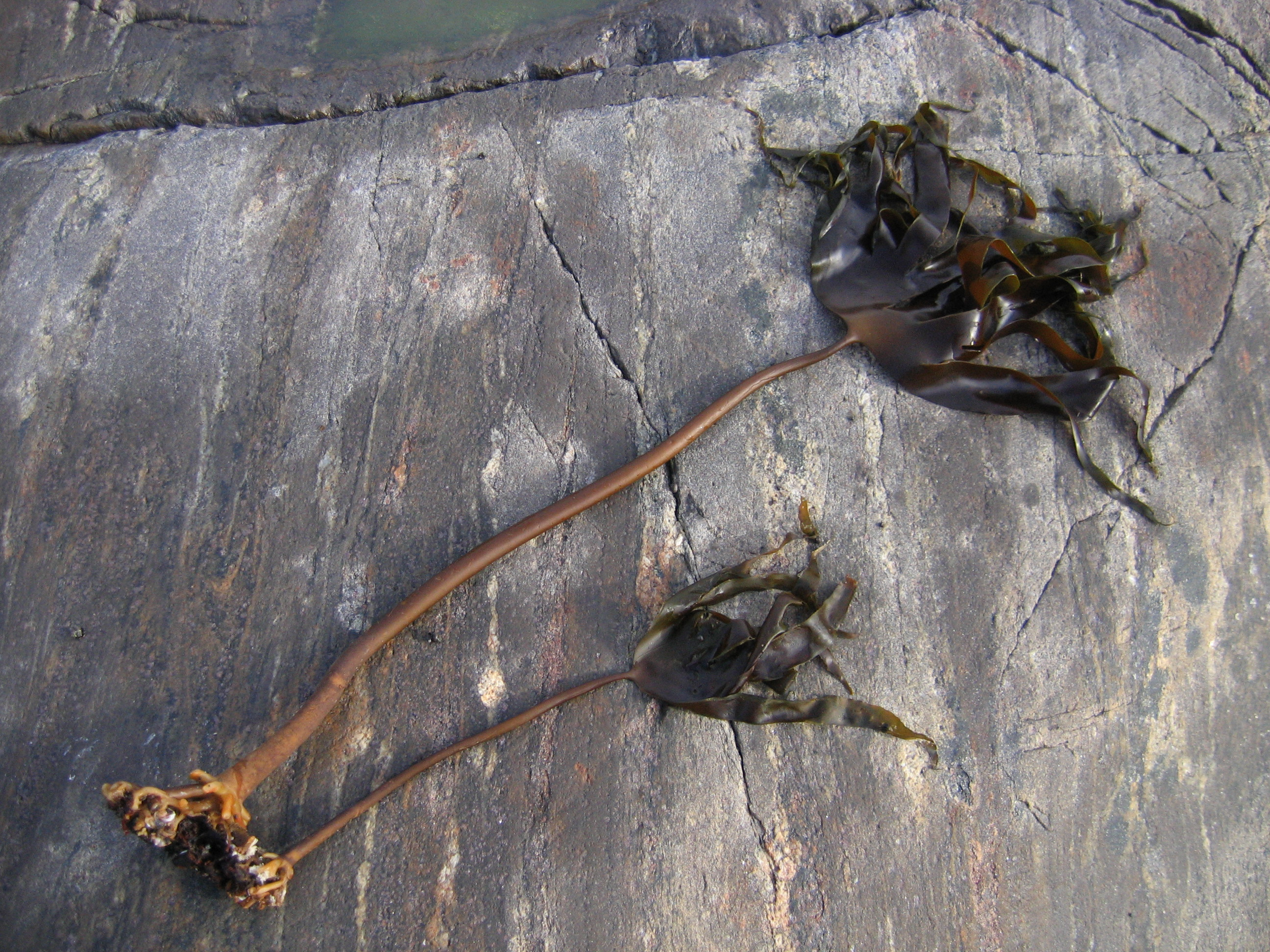
Dos ejemplares de Laminaria hyperborea, cada una mostrando el rizoide (abajo a la izquierda), las láminas (arriba a la derecha) y un estipe que conecta las láminas al rizoide.

Lámina es una estructura generalmente expandida y achatada, que forma el cuerpo de las algas macroscópicas. Frecuentemente se desarrolla con órganos especializados como vesículas de flotación y órganos de reproducción.
La lámina es típicamente una expansión del estipe y a veces se adhiere al sustrato por medio de un rizoide.